# فدراسیون وزنه‌برداری آفریقا
فدراسیون وزنه‌برداری آفریقا (انگلیسی: Weightlifting Federation of Africa) در سال ۱۹۷۸ تأسیس شد. این فدراسیون نهادی است که ورزش وزنه‌برداری در آفریقا را مدیریت کرده و بر عملکرد آن نظارت می‌کند.

## رویدادها
- مسابقات قهرمانی وزنه‌برداری آفریقا از سال ۱۹۷۹
- مسابقات قهرمانی وزنه‌برداری جوانان آفریقا از سال ۱۹۸۶ یا ۱۹۹۵
- مسابقات قهرمانی وزنه‌برداری نوجوانان آفریقا از سال ۲۰۰۹